# Nuon Chea
Nuon Chea, nato Lau Kim Lorn (in khmer នួន ជា; Voat Kor, 7 luglio 1926 – Phnom Penh, 3 agosto 2019), è stato un politico e rivoluzionario cambogiano.

## Biografia
Esponente del Partito Comunista di Kampuchea, fu tra i principali ideologi dei Khmer rossi. Era anche conosciuto come "Fratello numero due", perché era la seconda personalità più importante del commando Khmer Rossi dopo il leader Pol Pot durante il genocidio cambogiano (1975-1979).
Fu anche Primo ministro della Kampuchea Democratica per un breve periodo, dal settembre all'ottobre 1976. Dall'aprile 1976 al gennaio 1979 fu Presidente dell'Assemblea rappresentativa del popolo e Vicesegretario generale del Partito Comunista di Kampuchea.
Arrestato nel 2007, nell'agosto 2014 venne condannato all'ergastolo per crimini contro l'umanità, insieme a Khieu Samphan, dal competente tribunale internazionale e, successivamente, per genocidio. Morì il 3 agosto 2019 al Khmer-Soviet Friendship Hospital di Phnom Penh all'età di 93 anni.